# Antes do Sol Nascer
Antes do Sol Nascer é o primeiro álbum ao vivo da cantora de música cristã contemporânea Nádia Santolli, lançado pela MK Music em 2005. 
O álbum foi produzido pelo cantor Kleber Lucas.
O álbum conquistou avaliações favoráveis da crítica e foi eleito o 55º melhor disco da década de 2000, de acordo com lista publicada pelo Super Gospel. Em 2015, foi considerado, por vários historiadores, músicos e jornalistas, como o 96º maior álbum da música cristã brasileira, em uma publicação.

## Faixas
1. Louve ao Senhor (Kleber Lucas e Pr. Genésio de Souza)
2. Antes do Sol Nascer (Nádia Santolli)
3. Um Lugar (Kleber Lucas e Pr. Genésio de Souza)
4. Bendito Seja (Joel Santos)
5. Mais Que Vencer (Nádia Santolli, Kleber Lucas e Val Martins)
6. Eu Lhe Darei Louvores (Nádia Santolli)
7. Nem Olhos Viram (Kleber Lucas e Val Martins)
8. Senhor Jesus (Bispo Bené Gomes)
9. Meu Melhor (Kleber Lucas)
10. Perto do Pai (Kleber Lucas, Bispo Bené Gomes, Nádia Santolli e Val Martins)
11. Adorar (Kleber Lucas e Pr. Genésio de Souza)
12. Louvai a Deus (Estevão)

## Ficha Técnica
- Produzido por Kleber Lucas
- Gravado no Studio KLC
- Arranjos, teclados e programação nas músicas 2, 4, 5, 6, 7, 8, 9 e 10: Val Martins
- Arranjos, teclados e programação nas músicas 1, 3, 11 e 12: Pr. Genésio de Souza
- Guitarras e violões nas músicas 2, 4, 5, 6, 7, 8, 9 e 10: Sérgio Knust
- Guitarras e violões nas músicas 1, 3, 11 e 12: Pr. Genésio de Souza
- Bateria nas músicas 2, 5, 6, 7 e 9: Chocolate
- Bateria nas músicas 1, 3, 4, 8, 10, 11 e 12: Sérgio Melo
- Percussão nas músicas 2, 4, 5, 6, 7, 8, 9, 10: Val Martins
- Percussão nas músicas 1, 3, 11 e 12: Quesada
- Vocal: Arianne, Lilian Azevedo, Josy Bonfim, Joelma Bonfim, Jairo Bonfim, Betânia Lima, Marquinhos Menezes, Wilian Nascimento, Grace, Rosana Olicar, Robson Olicar, Jozyanne e Val Martins
- Mixagem: Val Martins
- Masterização: Val Martins (Studio KLC)
- Técnicos de gravação: Val Martins, Geidson Eller e Everson
- Fotos: Jairo Dutra e Samuel Santos
- Criação de capa: MK Music